# جيانغ كون
جيانغ كون، (بالإنجليزية: Jiang Kun)‏، (2 أغسطس 1979 بووهان في الصين) هو لاعب كرة قدم صيني في مركز الوسط. شارك مع منتخب الصين لكرة القدم. أما مع النوادي، فقد لعب مع شانغهاي غرينلاند شينهوا ونادي هينان جيانيي وSichuan First City F.C. ‏ وShanghai United F.C. ‏ وBayi Football Team ‏ ونادي تشينغداو ونادي شانغهاي بودونغ لكرة القدم.

## وصلات خارجية
- جيانغ كون على موقع قاعدة بيانات كرة القدم.إي يو (الإنجليزية)
- جيانغ كون على موقع ناشيونال فوتبول تيمز (الإنجليزية)
- جيانغ كون على موقع Soccerway.com (الإنجليزية)